# Tournée de l'équipe des Lions britanniques et irlandais de rugby à XV en 2009
Navigation
2005 2013
Les Lions britanniques et irlandais, (auparavant appelés Lions britanniques) ou plus couramment appelés Lions, se déplacent en Afrique du Sud lors d'une tournée organisée en 2009 avec pour points d'orgue trois test-matchs contre l'équipe d'Afrique du Sud, les champions du monde en titre. La série est perdue 2-1 par les Lions.
L'équipe dirigée par Ian McGeechan a pour relais sur le terrain le capitaine et joueur irlandais Paul O'Connell. La sélection initiale comporte quatorze représentants de l'Irlande, treize Gallois, huit Anglais et deux joueurs seulement de l'Écosse,.  

## Effectif de la tournée

Logo de la tournée 2009 des Lions britanniques et irlandais en Afrique du Sud.

La liste suivante indique les 37 joueurs retenus pour participer à la tournée organisée en 2009 telle qu'annoncée initialement le 21 avril 2009 par le sélectionneur Ian McGeechan.
| Entraîneur | Entraîneur             | Ian McGeechan |
| Avants     | Pilier                 | Gethin Jenkins (Cardiff Blues), Adam Jones (Ospreys), Andrew Sheridan (Sale Sharks), Phil Vickery (London Wasps), Euan Murray (Northampton Saints) |
| Avants     | Talonneur              | Jerry Flannery (Munster), Lee Mears (Bath Rugby), Matthew Rees (Llanelli Scarlets)                                                                 |
| Avants     | Deuxième ligne         | Alun Wyn Jones (Ospreys), Paul O'Connell (cap.) (Munster), Donncha O'Callaghan (Munster), Simon Shaw (London Wasps), Nathan Hines (USA Perpignan)  |
| Avants     | Troisième ligne aile   | David Wallace (Munster), Stephen Ferris (Ulster), Alan Quinlan (Munster), Joe Worsley (London Wasps), Martyn Williams (Cardiff Blues)              |
| Avants     | Troisième ligne centre | Jamie Heaslip (Leinster), Andy Powell (Cardiff Blues)                                                                                              |
| Arrières   | Demi de mêlée          | Mike Phillips (Ospreys), Harry Ellis (Leicester Tigers), Tomas O'Leary (Munster)                                                                   |
| Arrières   | Demi d'ouverture       | Ronan O'Gara (Munster), Stephen Jones (Llanelli Scarlets)                                                                                          |
| Arrières   | Centre                 | Tom Shanklin (Cardiff Blues), Jamie Roberts (Cardiff Blues), Brian O'Driscoll (Leinster), Keith Earls (Munster), Riki Flutey (London Wasps)        |
| Arrières   | Ailier                 | Shane Williams (Ospreys), Leigh Halfpenny (Cardiff Blues), Ugo Monye (Harlequins), Luke Fitzgerald (Leinster), Tommy Bowe (Ospreys)                |
| Arrières   | Arrière                | Lee Byrne (Ospreys), Rob Kearney (Leinster) |

Au cours de la préparation et de la tournée, plusieurs modifications sont apportées à cette liste en raison des blessures et aléas survenus depuis l'annonce initiale. On note les remplacements suivants : 
- le 20 mai, Alan Quinlan est remplacé par l'anglais Tom Croft (Leicester Tigers) en raison d'une suspension de douze semaines prononcée à la suite de l'agression sur Leo Cullen lors de la demi-finale de la H-Cup[3].
- le 21 mai, Jerry Flannery se blesse au coude à l'entrainement et est remplacé par l'écossais Ross Ford (Edinburgh Rugby)[4],[5].
- le 23 mai, le gallois James Hook (Ospreys) remplace son compatriote Leigh Halfpenny blessé à la cuisse[6]. Celui-ci rentre à Cardiff le temps de se faire soigner et revient en Afrique du Sud le 2 juin pour effectuer la seconde partie de la tournée[7]. Il joue la rencontre contre les Free State Cheetahs puis se blesse de nouveau à la cuisse lors d'un entrainement. Sa participation à la tournée est définitivement terminée et il rentre au Pays de Galles[8].
- le 3 juin, l'irlandais Gordon d'Arcy (Leinster) est appelé en renfort pour pallier les blessures de Keith Earls et de Riki Flutey survenues lors du premier match de la tournée[9].
- le 19 juin, le pilier irlandais John Hayes (Munster) est désigné pour suppléer l'écossais Euan Murray blessé à la cheville[10].
- le 21 juin, l'anglais Tim Payne (London Wasps) rejoint le groupe pour remplacer Andrew Sheridan avant le second test-match[11].

## Résultats
Les Lions commencent leur tournée en Afrique du Sud en rattrapant une situation compromise de 25-13 à 25-37. Pour le match suivant, c'est une réussite offensive ponctuée de dix essais. Le match face aux Free State Cheetahs est compliqué,. Les joueurs britanniques et irlandais remportent une large victoire contre les Natal Sharks,. Les Lions affrontent la Western Province pour s'étalonner et ils gagnent petitement 26-23,. Pour leur sixième match, ils affrontent les Southern Kings à Port Elizabeth dans un match rugueux et serré pendant la première mi-temps. Avec un score de parité 3-3 à la pause et les sorties sur blessure de Euan Murray et James Hook, l'obtention d'une sixième victoire de rang semble mal engagée. Mais, les Lions se réveillent en seconde mi-temps avec un essai d'Ugo Monye avant d'en obtenir un deuxième de pénalité et remporter la rencontre sur le score de 20-8.
Pour le premier test-match, les Lions subissent la domination des Springboks dans tous les compartiments du jeu malgré une fin de seconde mi-temps à leur avantage qui les voient revenir à cinq points. Les Sud-Africains leur infligent donc leur première défaite de la tournée sur le score de 26-21. Avant le second test-match, les Britanniques et Irlandais rencontrent l'équipe espoir d'Afrique du Sud au Cap. Les Lions, avec une équipe remaniée pour faire tourner l'effectif, concèdent le match nul dans le temps additionnel. Ils encaissent un essai en coin à la 79e minute par Danwell Demas que l'arrière sud-africain Willem de Waal transforme pour arracher le match nul. Les Lions revanchards réalisent un très bon match pour le second test. Ils dominent la rencontre mais ne parviennent pas à contenir le retour des Sud-Africains lors des vingt dernières minutes. Les Britanniques et Irlandais croient tenir le match nul après l'égalisation de Stephen Jones, mais, à la dernière minute du match, Ronan O'Gara commet une faute avec un plaquage aérien sur Fourie du Preez. Le jeune ouvreur Morné Steyn tente et réussi la pénalité de 51 mètres et donne la victoire aux Springboks qui remportent la tournée avant le troisième match. Les Lions sont revanchards pour le troisième et dernier match qu'ils dominent nettement. Ils battent les Sud-Africains par 28-9 en marquant trois essais : un doublé de Shane Williams et un autre sur une remontée du terrain par Ugo Monye. Ils égalisent ainsi le plus grand écart de points réalisé lors d'une victoire contre les Springboks. Si cette dernière victoire est belle, elle n'efface pas pour autant la déception liée à la défaite lors cette tournée qui se solde par un bilan de sept victoires, un match nul et deux défaites (toutes concédées en test-match).
|          | Date      | Opposition          | Lieu                                        | Résultat | Score |
| -------- | --------- | ------------------- | ------------------------------------------- | -------- | ----- |
| Match 1  | 30 mai    | Royal XV (en)       | Royal Bafokeng Stadium (Rustenburg)         | Victoire | 37-25 |
| Match 2  | 3 juin    | Golden Lions        | Coca-Cola Park (Johannesburg)               | Victoire | 74-10 |
| Match 3  | 6 juin    | Free State Cheetahs | Vodacom Park (Bloemfontein)                 | Victoire | 26-24 |
| Match 4  | 10 juin   | Natal Sharks        | ABSA Stadium (Durban)                       | Victoire | 39-3  |
| Match 5  | 13 juin   | Western Province    | Newlands Stadium (Le Cap)                   | Victoire | 26-23 |
| Match 6  | 16 juin   | Southern Kings      | Nelson Mandela Bay Stadium (Port Elizabeth) | Victoire | 20-8  |
| Match 7  | 20 juin   | Afrique du Sud      | ABSA Stadium (Durban)                       | Défaite  | 21-26 |
| Match 8  | 23 juin   | Emerging Springboks | Newlands Stadium (Le Cap)                   | Nul      | 13-13 |
| Match 9  | 27 juin   | Afrique du Sud      | Loftus Versfeld (Pretoria)                  | Défaite  | 25-28 |
| Match 10 | 4 juillet | Afrique du Sud      | Coca-Cola Park (Johannesburg)               | Victoire | 28-9  |

## Résultats des test-matchs
| No | Date           | Lieu                                         | Match                               | Score   | Compétition |
| -- | -------------- | -------------------------------------------- | ----------------------------------- | ------- | ----------- |
| 1  | 20 juin 2009   | ABSA Stadium, Durban, Afrique du Sud         | Afrique du Sud – Lions britanniques | 26 – 21 | test-match  |
| 2  | 27 juin 2009   | Loftus Versfeld, Pretoria, Afrique du Sud    | Afrique du Sud – Lions britanniques | 28 – 25 | test-match  |
| 3  | 4 juillet 2009 | Coca-Cola Park, Johannesburg, Afrique du Sud | Afrique du Sud – Lions britanniques | 9 – 28  | test-match  |

### Match 1
Résumé
Les Springboks rentrent très vite dans le match et sur un coup de pied à suivre de Ruan Pienaar, Ugo Monye et François Steyn sont à la lutte pour la récupération de la balle qui finalement sort en touche à cinq mètres de la ligne des Lions. Sur la touche qui suit, les Sud-Africains font le siège de la ligne adverse et après plusieurs temps de jeu, John Smit réussi à percer la défense et aplatit pour le premier essai de la partie. Les Lions commettent de nombreuses fautes ce qui permet à Ruan Pienaar et François Steyn d'accroitre l'avance au score avec deux pénalités. Après une première action d'essai refusée par l'arbitrage vidéo, les Britanniques réussissent à aligner plusieurs temps de jeu et Tom Croft marque le premier essai des Lions. La fin de la première mi-temps continue sur le même schéma : la maitrise technique des Boks face à la fébrilité des Lions. Deux nouvelles pénalités de Ruan Pienaar permettent aux Sud-Africains de regagner les vestiaires sur le score de 19-7.
La seconde mi-temps reprend comme s'est terminée la première et après cinq minutes de jeu, Heinrich Brussow marque le second essai à la suite d'un maul des Sud-Africains. Les Britanniques et Irlandais se révoltent en fin de partie et font le siège dans le camp adverse. Ils marquent deux fois par Tom Croft et Mike Phillips pour revenir à cinq points à cinq minutes du coup de sifflet final. Mais ce sursaut de fin partie n'est pas suffisant et malgré une domination dans la possession de la balle, ils perdent ce premier test-match sur le score de 26-21 face à des Springboks impeccables dans la maitrise du jeu.
Détails de la rencontre
| Équipes                 | Afrique du Sud - Lions |
| Score                   | 26 - 21 (19 - 7) |
| Date                    | 20 juin 2009 |
| Stade                   | ABSA Stadium, Durban |
| Arbitre                 | Bryce Lawrence ( Nouvelle-Zélande) |
| Spectateurs             | 47 813 |
| Composition des équipes | |
| Afrique du Sud          | Titulaires : 15 François Steyn, 14 JP Pietersen, 13 Adrian Jacobs, 12 Jean de Villiers, 11 Bryan Habana, 10 Ruan Pienaar, 9 Fourie du Preez, 8 Juan Smith, 7 Pierre Spies, 6 Heinrich Brussow, 5 Victor Matfield, 4 Bakkies Botha, 3 John Smit (cap.), 2 Bismarck du Plessis, 1 Tendai Mtawarira Remplaçants : 16 Gurthro Steenkamp, 17 Deon Carstens, 18 Andries Bekker, 19 Danie Rossouw, 20 Enrico Januarie, 21 Jaque Fourie, 22 Morné Steyn |
| Lions                   | Titulaires : 15 Lee Byrne, 14 Tommy Bowe, 13 Brian O'Driscoll, 12 Jamie Roberts, 11 Ugo Monye, 10 Stephen Jones, 9 Mike Phillips, 8 David Wallace, 7 Jamie Heaslip, 6 Tom Croft, 5 Paul O'Connell (cap.), 4 Alun Wyn Jones, 3 Phil Vickery, 2 Lee Mears, 1 Gethin Jenkins Remplaçants : 16 Matthew Rees, 17 Adam Jones, 18 Donncha O'Callaghan, 19 Martyn Williams, 20 Harry Ellis, 21 Ronan O'Gara, 22 Rob Kearney                             |
| Points marqués          | |
| Afrique du Sud          | 2 essais de Smit (4e) et Brussow (45e) 2 transformations de Pienaar (4e, 45e) 4 pénalités de Pienaar (10e, 31e, 35e) et F. Steyn (20e) |
| Lions                   | 3 essais de Croft (22e, 68e) et Phillips (75e) 3 transformations de Jones (22e, 68e, 75e) |

### Match 2
Résumé
Le second test-match démarre sur un rythme élevé et beaucoup d'engagement dans les impacts. L'intensité de la rencontre est illustrée par l'expulsion de Schalk Burger après 30 secondes de jeu à la suite d'une fourchette sur Luke Fitzgerald. Les Lions profitent de l'avantage numérique pour marquer dix points sur une pénalité de Stephen Jones et un essai transformé de Rob Kearney. Les Sud-Africains réagissent et marquent à leur tour un essai par JP Pietersen sur un mouvement initié par Fourie du Preez à la suite d'une touche dans le camp britannique et irlandais. Les Lions dominent cette première mi-temps et accentuent leur avance au score avec une seconde pénalité et un drop de Stephen Jones. Sur un mouvement britannique et irlandais, Jamie Roberts commet une obstruction sanctionnée par une pénalité que reussi Morné Steyn. Les Lions regagnent les vestiaires avec seulement huit points d'avance (16-8).
Le début de la seconde mi-temps est dominée par les Britanniques et Irlandais qui accumulent les phases de jeu et semblent vraiment déterminés à remporter la rencontre. Ils n'arrivent pas cependant à franchir la ligne d'essai et ne marquent qu'une pénalité par Stephen Jones à la 61e. Dans les vingt dernières minutes, les Springboks se réveillent et font le pressing pour revenir au score. Bryan Habana marque un second essai après un slalom dans la défense des Lions. Morné Steyn marque une pénalité qui permet aux Sud-Africains de revenir à un point. Sur un hors-jeu de Burger, Stephen passe sa quatrième pénalité et redonne un peu d'avance aux siens. Mais sur un mouvement des Sud-Africains, Jaque Fourie parvient à marquer un essai en coin que Morné Steyn transforme. Les Springboks mènent au score pour la première fois de la rencontre. Les Lions reviennent à 25 partout sur une nouvelle pénalité de l'ouvreur gallois. Le match nul semble se dessiner mais Ronan O'Gara commet une faute avec un plaquage aérien sur Fourie du Preez. Le jeune ouvreur Morné Steyn tente la pénalité située à 51 mètres et la passe. Grâce à ce coup de pied énorme, les Sud-Africains remportent sur le fil ce deuxième test-match.
Détails de la rencontre
| Équipes                 | Afrique du Sud - Lions |
| Score                   | 28 - 25 (8-16) |
| Date                    | 27 juin 2009 |
| Stade                   | Loftus Versfeld, Pretoria |
| Arbitre                 | Christophe Berdos |
| Spectateurs             | 52 511 |
| Composition des équipes | |
| Afrique du Sud          | Titulaires : 15 François Steyn, 14 JP Pietersen, 13 Adrian Jacobs, 12 Jean de Villiers, 11 Bryan Habana, 10 Ruan Pienaar, 9 Fourie du Preez, 8 Juan Smith, 7 Pierre Spies, 6 Schalk Burger, 5 Victor Matfield, 4 Bakkies Botha, 3 John Smit (cap), 2 Bismarck du Plessis, 1 Tendai Mtawarira Remplaçants : 16 Chiliboy Ralepelle, 17 Deon Carstens, 18 Andries Bekker, 19 Danie Rossouw, 20 Heinrich Brussow, 21 Jaque Fourie, 22 Morné Steyn |
| Lions                   | Titulaires : 15 Rob Kearney, 14 Tommy Bowe, 13 Brian O'Driscoll, 12 Jamie Roberts, 11 Luke Fitzgerald, 10 Stephen Jones, 9 Mike Phillips, 8 Jamie Heaslip, 7 David Wallace, 6 Tom Croft, 5 Paul O'Connell (cap.), 4 Simon Shaw, 3 Adam Jones, 2 Matthew Rees, 1 Gethin Jenkins Remplaçants : 16 Andrew Sheridan, 17 Ross Ford, 18 Alun Wyn Jones, 19 Martyn Williams, 20 Harry Ellis, 21 Ronan O'Gara, 22 Shane Williams                      |
| Points marqués          | |
| Afrique du Sud          | 3 essais de JP Pietersen (12e), Bryan Habana (63e) et Jaque Fourie (74e) 2 transformations de Morné Steyn (63e, 74e) 3 pénalités de François Steyn (40e) et Morné Steyn (68e, 80e) |
| Lions                   | 1 essai de Rob Kearney (7e) 1 transformation de Stephen Jones (7e) 5 pénalités de Stephen Jones (3e, 16e, 61e, 70e, 77e) 1 drop de Stephen Jones (36e) |

### Match 3
Résumé
La tournée déjà remportée, le sélectionneur sud-africain Peter de Villiers décide de faire tourner l'effectif pour reposer les cadres et tester de jeunes joueurs. Ainsi, Zane Kirchner et Heinrich Brussow obtiennent leur première sélection lors de ce test-match. Les Lions, revanchards après la courte défait concédée à l'ultime minute lors du second match, démarrent la rencontre avec beaucoup d'envie. Ils mettent la pression sur l'équipe adverse qui concèdent plusieurs pénalités. Mais il faut attendre la 25e minute pour voir le premier temps fort concrétisé par un essai de Shane Williams. Celui-ci réussi le doublé quelques minutes plus tard sur une action démarrée par Simon Shaw à la suite d'une interception. La balle est transmise à Mike Phillips, puis Riki Flutey qui envoie un coup de pied par-dessus la défense des Springboks et Williams n'a plus qu'à aplatir. Les Sud-Africains obtiennent une pénalité en toute fin de première mi-temps. Morné Steyn la passe ce qui ramènent son équipe à neuf points des Lions à la pause.
Au retour des vestiaires, les Britanniques et Irlandais reprennent leur domination sur le match malgré quelques percées des Springboks. Les Lions marquent un troisième essai par Ugo Monye qui récupère la balle à dix mètres de sa ligne d'essai et remonte tout le terrain, poursuivi par Jongi Nokwe. Ce dernier ne peut rattraper l'ailier anglais qui s'en va marquer. La fin de match est plus brouillonne et les deux équipes commettent des fautes sanctionnées par des pénalités. Morné Steyn pour les Sud-Africains, et Stephen Jones pour les Lions, se chargent de les convertir. Les Britanniques et Irlandais remportent avec la manière ce troisième match 28-9, une victoire pour l'honneur.
Détails de la rencontre
| Équipes                 | Afrique du Sud - Lions |
| Score                   | 9 - 28 (6 - 15) |
| Date                    | 4 juillet 2009 |
| Stade                   | Coca-Cola Park, Johannesburg |
| Arbitre                 | Stuart Dickinson |
| Spectateurs             | 58 318 |
| Composition des équipes | |
| Afrique du Sud          | Titulaires : 15 Zane Kirchner, 14 Odwa Ndungane, 13 Jaque Fourie, 12 Wynand Olivier, 11 Jongi Nokwe, 10 Morné Steyn, 9 Fourie du Preez, 8 Juan Smith, 7 Ryan Kankowski, 6 Heinrich Brussow, 5 Victor Matfield, 4 Johann Muller, 3 John Smit, 2 Chiliboy Ralepelle, 1 Tendai Mtawarira Remplaçants : 16 Bismarck du Plessis, 17 Gurthro Steenkamp, 18 Deon Carstens, 19 Steven Sykes, 20 Pierre Spies, 21 Ruan Pienaar, 22 François Steyn |
| Lions                   | Titulaires : 15 Rob Kearney, 14 Ugo Monye, 13 Tommy Bowe, 12 Riki Flutey, 11 Shane Williams, 10 Stephen Jones, 9 Mike Phillips, 8 Martyn Williams, 7 Jamie Heaslip, 6 Joe Worsley, 5 Paul O'Connell (cap.), 4 Simon Shaw, 3 Phil Vickery, 2 Matthew Rees, 1 Andrew Sheridan Remplaçants : 16 Ross Ford, 17 John Hayes, 18 Alun-Wyn Jones, 19 David Wallace, 20 Tom Croft, 21 Harry Ellis, 22 James Hook                                  |
| Points marqués          | |
| Afrique du Sud          | 3 pénalités de Morné Steyn (11e, 40e, 67e) |
| Lions                   | 3 essais de Shane Williams (24e, 32e) et Ugo Monye (54e) 2 transformations de Stephen Jones (33e, 55e) 3 pénalités de Stephen Jones (8e, 71e, 72e) |